# We Need a Little Christmas

We Need a Little Christmas est une chanson de Noël populaire issue de la comédie musicale Mame de Jerry Herman et interprétée pour la première fois par Angela Lansbury à Broadway en 1966. La chanson est reprise dans l'adaptation cinématographique de la comédie musicale en 1974. Elle y est interprétée par Lucille Ball, Jane Connell, George Chiang et Kirby Furlong.
Dans la comédie musicale, la chanson est interprétée après que Mame ait perdu sa fortune dans le Krach de 1929, et décide qu'elle, son jeune neveu Patrick et ses deux domestiques « ont besoin d'un peu de Noël maintenant » pour leur remonter le moral.

## Enregistrements notables
- Percy Faith (1966) Christmas Is... Percy Faith[3]
- The New Christy Minstrels (1966) Christmas with the Christies[4]
- Skitch Henderson & The Tonight Show Orchestra (1966) Broadway Tonight! Skitch Henderson & The Tonight Show Orchestra Play Music From "Mame"[5]
- Johnny Mathis (1986) Christmas Eve with Johnny Mathis[6]
- The Muppets (1987) A Muppet Family Christmas[7]
- Bugs Bunny & Friends avec Daffy Duck (1994) Have Yourself a Looney Tunes Christmas[8]
- Chœur du Tabernacle mormon avec Angela Lansbury (2001)[9] et sur l'album de 2006 The Wonder of Christmas
- Legacy Five (2007) Little Christmas[10]
- Kimberley Locke (2007) Christmas[11]
- Glee (2010) Glee: The Music, The Christmas Album et l'épisode A Very Glee Christmas[12]
- Ages and Ages (2012) Holidays Rule[13]
- Idina Menzel (2019) Christmas: A Season of Love[14]
- Pentatonix (2020) We Need a Little Christmas[15]